# Klimovo (Brjanská oblast)
Klimovo (rusky Кли́мово) je sídlo městského typu v Brjanské oblasti v Ruské federaci. Při sčítání lidu v roce 2010 mělo bezmála čtrnáct tisíc obyvatel.

## Poloha
Klimovo leží na Irpě, pravém přítoku Snovu v povodí Desny. Od Brjansku, správního střediska oblasti, je vzdáleno přibližně 175 kilometrů jihozápadně. Leží jen zhruba deset kilometrů severozápadně od rusko-ukrajinské hranice, na které ale není v tomto směru hraniční přechod a silniční trasa do nejbližšího ukrajinského města, Semenivky v Černihivské oblasti, má přes šedesát kilometrů. Nejbližší ruské město je Novozybkov přibližně pětadvacet kilometrů severozápadně.

## Dějiny
Sídlo založil v roce 1708 starověrec Klim Jermolajevič a následně se stalo střediskem starověreckého osídlení.
Od roku 1938 má Klimovo status sídla městského typu.
Za druhé světové války byly Klimovo obsazeno německou armádou v srpnu 1941 a dobyto zpět Rudou armádou 24. září 1943.